# Ermita de Santa Anna (la Jana)
L'ermita de Santa Anna, de La Jana, és un edifici religiós catòlic, que es localitza en el mateix nucli poblacional de la comarca del Baix Maestrat. Està catalogada com Bé de rellevància local, amb la categoria de Monument d'interès local.

## Història
En un primer moment, el que avui és una ermita va ser l'antiga capella del Convent de la Verge de la Solitud. No es coneix amb exactitud la data de construcció, però atenent la data que està llaurada en una de claus del seu interior, es va acabar el 1627. L'edifici va sofrir intervencions al llarg de la història, podent destacar el canvi del pis que es va realitzar l'any 1994, que va permetre descobrir en el subsòl l'existència d'una fossa amb diversos enterraments. L'any 1998 es va restaurar l'ermita i intentar recuperar l'estat original la qual cosa ha permès que hagi arribat als nostres dies en un adequat estat de conservació.

## Descripció
Malgrat estar en el nucli poblacional, està lleugerament apartada del centre, en una zona enjardinada.
Es tracta d'un edifici exempt, de planta és de nau única, amb dues crugies i coberta interior en volta de creueria recolzada en arcs que se sustenten en contraforts laterals exteriors. La coberta exterior és a força de teula vermella i a dos vessants. El presbiteri ocupa la part més àmplia de la planta.
Es va construir amb maçoneria i carreus. La façana té una portada en arc de mig punt amb dovelles i acaba en un capcer de maó, que s'utilitza com espadanya d'una sola campana anomenada «Tiplet» i de reduïdes dimensions, que no és originari i que va ser restaurat l'any 1988.
Com a curiositat constructiva cal esmentar el mur que tanca la capçalera, ja que sobresurt de la teulada, la qual cosa es considera com un mecanisme de protecció contra els agents atmosfèrics o com un mitjà de contrarestar la poca alçada d'aquesta part, ja que s'assenta sobre una zona desnivellada.
Interiorment és de reduïdes dimensions i posseeix una escassa il·luminació que entra per una espitllera bocinada situada al costat de l'Evangeli.

## Festivitat
Santa Anna se celebra el 26 de juliol, al costat de la festivitat de Sant Joaquim (tots dos pares de la Mare de Déu). Amb el temps les festes en l'ermita es van perdre, però en els últims anys hi ha intents recuperar aquesta tradició festiva. L'Associació de Mestresses de casa del poble és la que s'encarrega de la cura i neteja del temple.